# Deutsche Vernetzungsstelle Ländliche Räume
Die Deutsche Vernetzungsstelle Ländliche Räume (DVS)  gehört zur Bundesanstalt für Landwirtschaft und Ernährung (BLE) mit Sitz in Bonn. Die BLE ist eine nachgeordnete Behörde des Bundesministeriums für Ernährung und Landwirtschaft (BMEL). Die Finanzierung der DVS übernimmt die EU zur Hälfte, über den Europäischen Landwirtschaftsfonds für die Entwicklung des ländlichen Raums (ELER). Die ELER-Verordnung sieht vor, dass in jedem Land der Europäischen Union ein Nationales Netzwerk für den ländlichen Raum (NLR) eingerichtet wird. In Deutschland ist die DVS der Knotenpunkt für alle Partner im deutschen NLR.

## Aufgaben
Die DVS hat die Aufgabe, bundesweit diejenigen zusammenzubringen, die sich dafür engagieren, dass die ländlichen Regionen lebenswert bleiben. Dazu gehört es, die Lebensbedingungen auf dem Land zu verbessern, Dörfer und Regionen zu stärken, Landschaften zu erhalten, die Land- und Forstwirtschaft zu unterstützen sowie den Umwelt- und Naturschutz voranzutreiben. Die DVS führt dazu Veranstaltungen durch, informiert auf der Website netzwerk-laendlicher-raum.de und gibt Publikationen (Zeitschrift LandInForm, Newsletter landaktuell und Sonderpublikationen zu verschiedenen Themen) heraus, um die Akteure zusammenzubringen und Austausch über wichtige Themen, die der ELER definiert, zu ermöglichen.

## Zielgruppe
Die DVS vernetzt Privatpersonen, Vertreter von Kommunen und Verwaltungen, Verbänden und Vereinen, Unternehmen, sogenannte Lokale Aktionsgruppen des LEADER-Programms (durch den ELER finanziert), sogenannte Operationelle Gruppen der Europäischen Innovationspartnerschaft "Landwirtschaftliche Produktivität und Nachhaltigkeit" (EIP-Agri) und andere, die in der ländlichen Entwicklung aktiv sind.

## Hintergrund
In Deutschland werden die Inhalte des ELER durch 13 Länderprogramme umgesetzt. Dabei legt jedes Länderprogramm andere Schwerpunkte fest, denn jedes Land und jede Region hat unterschiedliche Möglichkeiten und Potenziale. Fördergelder für die Regionalentwicklung können dazu in Zusammenarbeit mit dem jeweiligen Bundesland beantragt werden, beispielsweise über LEADER. LEADER ist ein methodischer Ansatz der Regionalentwicklung, der es Menschen vor Ort ermöglicht, regionale Prozesse mitzugestalten.